# 下克里什蒂奧魯鄉
46°26′N 22°32′E / 46.433°N 22.533°E
下克里什蒂奧魯鄉（羅馬尼亞語：Comuna Criștioru de Jos, Bihor），是羅馬尼亞的鄉份，位於該國西北部，由比霍爾縣負責管轄，面積102平方公里，海拔高度583米，2007年人口1,470，人口密度每平方公里14人。